# Phép kiểm định Jarque-Bera
Trong thống kê học, kiểm định Jarque-Bera là một loại kiểm định xem thử dữ liệu có skewness (hệ số bất đối xứng) và kurtosis(hệ số nhọn) đáp ứng yêu cầu của phân phối chuẩn.Thống kê kiểm định JB được xác định bởi công thức:
{\displaystyle {\mathit {JB}}={\frac {n}{6}}\left(S^{2}+{\frac {1}{4}}(K-3)^{2}\right)}
trong đó n là số các quan sát (hay độ tự do); S là skewness của dữ liệu, và K là kurtosis của dữ liệu:
{\displaystyle {\begin{aligned}&S={\frac {{\hat {\mu }}_{3}}{{\hat {\sigma }}^{3}}}={\frac {{\frac {1}{n}}\sum _{i=1}^{n}(x_{i}-{\bar {x}})^{3}}{\left({\frac {1}{n}}\sum _{i=1}^{n}(x_{i}-{\bar {x}})^{2}\right)^{3/2}}}\\&K={\frac {{\hat {\mu }}_{4}}{{\hat {\sigma }}^{4}}}={\frac {{\frac {1}{n}}\sum _{i=1}^{n}(x_{i}-{\bar {x}})^{4}}{\left({\frac {1}{n}}\sum _{i=1}^{n}(x_{i}-{\bar {x}})^{2}\right)^{2}}},\end{aligned}}}
với {\displaystyle {\hat {\mu }}_{3}} và {\displaystyle {\hat {\mu }}_{4}} là ước lượng cho mômen trung tâm bậc 3 và bậc 4 của chuỗi dữ liệu, tương ứng, {\displaystyle {\bar {x}}} là trung bình mẫu, và {\displaystyle {\hat {\sigma }}^{2}} là ước lượng cho mômen trung tâm bậc 2, phương sai của chuỗi dữ liệu.
Giả thuyết ở đây là dữ liệu phân phối chuẩn, hay giả thuyết rằng skewness bằng 0 và kurtosis bằng 3.
Giá trị p có thể được tìm ở bảng phân phối Khi.
| True α level | 20    | 30    | 50    | 70    | 100   |
| ------------ | ----- | ----- | ----- | ----- | ----- |
| .1           | .307  | .252  | .201  | .183  | .1560 |
| .05          | .1461 | .109  | .079  | .067  | .062  |
| .025         | .051  | .0303 | .020  | .016  | .0168 |
| .01          | .0064 | .0033 | .0015 | .0012 | .002  |

## Cách thực hiện
- ALGLIB includes implementation of the Jarque–Bera test in C++, C#, Delphi, Visual Basic, etc.
- gretl includes an implementation of the Jarque–Bera test
- R includes implementations of the Jarque–Bera test: jarque.bera.test in package tseries, for example, and jarque.test in package moments.
- MATLAB includes implementation of the Jarque–Bera test, the function "jbtest".